# Верующие (роман)
Есть и другие значения Верующие.
«Верующие» — третий роман Зои Хеллер, написанный в жанре семейной саги (англ. Family saga) и опубликованный в 2008 году. В романе показана традиционная жизнь нью-йоркской семьи, члены которой имеют между собой мало общего. Кульминация романа происходит тогда, когда отец семейства впадает в кому из-за инсульта, после чего каждый член семьи начинает вести нетрадиционный курс жизни и в то же время пытается поддержать остальных. Все события и действующие лица в романе вымышлены. Роман состоит из четырёх частей и 24 глав.
Эпиграф книги: «Задача современности — это жить без иллюзий и не разочаровываться» — цитата из Антонио Грамши, основателя коммунистической партии в Италии. Было отмечено, что роман «Верующие» не имеет никакого сходства с её предыдущей успешной книгой «Скандальный дневник» (2003), за исключением того, что сюжет в романе также вымышлен и имеет несимпатичные характеры персонажей, а также есть схожесть в большой разнице в возрасте между главными героями романа.

## Сюжет
Сюжет романа начинается с 1962 года на вечеринке в Лондоне, где происходит знакомство 18-летней Одри Ховард с Джоэл Литвиновым, известным адвокатом, который поддерживает движение за гражданские права. Он приехал из США, чтобы сделать краткий визит в Лондон. Несмотря на то, что он старше Одри на 14 лет, что-то их притягивает друг к другу. Джоэл делает Одри предложение стать его женой и уехать вместе с ним в США. Она соглашается оторваться от своей неинтересной жизни машинистки в пригороде Лондона и следует за ним.
Джоэл и Одри, евреи и атеисты, начинают свою собственную жизнь в Гринвич-Виллидж. У них рождаются две девочки, Карла и Роза. Кроме того, они усыновляют Ленни, чья мать придерживается леворадикальных взглядов и отбывает многолетний тюремный срок. Семья Литвиновых проповедует традиционные характеристики семьи. Одри поддерживает юридическую карьеру мужа, закрывает глаза на его многочисленные внебрачные отношения и не выступает против его патриархальных взглядов. На протяжении четырёх десятилетий их семейная жизнь развивается по выбранной ими социалистической схеме: бороться с несправедливостью, помогать слабым и делать мир лучшим местом для жизни.
В 2002 году 72-летний Джоэл по-прежнему активен, как успешный и харизматичный адвокат. В это время он защищает интересы арабо-американского человека, обвиненного в терроризме после трагедии 11 сентября. Роза, привлекательная молодая женщина, разочаровалась в социалистических революциях после четырёхгодичного пребывания на Кубе у Фиделя Кастро. Она делает поворот к ортодоксальному иудаизму для ответа на фундаментальные вопросы жизни. Она работает с обездоленными детьми, хотя полностью ненавидит эту работу. Живёт она в небольшой однокомнатной квартире вместе с другой молодой женщиной, которая имеет более гламурную работу и более беззаботный взгляд на жизнь. Её сестра Карла страдает ожирением с детства, замужем за Майком, но бездетна. Она работает в больнице по социальной части. Приёмный сын Ленни злоупотребляет наркотиками.
Во время судебного заседания у Джоэла случается инсульт и он впадает в кому. Все члены семьи собираются вокруг него, но ничего не могут сделать, чтобы улучшить его состояние. После нескольких месяцев комы врачи советуют Одри отключить жизненно необходимое оборудование в реанимации. Одри приходит в ярость и не даёт своё согласие. В конце концов через несколько недель после её отказа Джоэл умирает.
Вскоре, после госпитализации Джоэла, Одри встречает Бэринайс Мейони, молодую непривлекательную афроамериканку, внештатного фотографа и художницу, которая утверждает, что Джоэл является отцом её четырёхлетнего сына Джамиля. Одри не верит в это, однако ей предоставляют доказательства. Одри воспринимает эту новость тяжелей, чем болезнь мужа.
…Реальность, которую она вдруг поняла, не входила в число тех картин, которые были показаны, исключительно для её блага. Людей, которых она видит каждый день, она теперь не будет полностью понимать… Сорок лет она жила не с мужем, а с его тенью…
В то время, как их отец умирает, дети Литвиновой пытаются осуществить своё собственное счастье. Ленни признается, что употреблял наркотики и отправляется летом в другую страну, подальше от соблазна злоупотребления психоактивными веществами. Между тем, Роза пытается удовлетворить вновь обретенное своё любопытство ортодоксальным иудаизмом. Она общается с раввином в Монсее. После смерти отца Роза готовится изучать Тору в иешиве в Иерусалиме. Бездетная Карла размышляет об усыновлении ребёнка. Она чувствует, что её тупиковый брак вряд ли будет долгим. Она начинает роман с арабо-американским владельцем газетного киоска в больнице, где и сама работает. У него избыточный вес, как и у неё. В конце романа она продумывает планы, как встретиться со своим новым любовником.

## Награды
В 2010 году, роман был в шорт листе Дублинской литературной премии (шорт-лист в англ. Википедии).

## Отзывы
Роман получил много положительных отзывов. Он был назван: «жестоко умный новый роман», про него писали: «наблюдательная и сентиментальная семейная драма, которая рождает рационализм против веры», «это американский роман: где показано противопоставление политической страсти личной жизни с отказом от выполнения предписанной идеологии» и есть простой отзыв: «блестящий, блестящая книга». Критики соглашаются, что это он не поддается сравнению со вторым романом: «Скандальный дневник», в котором нет столько намерений и целей и меньше развиты персонажи.
Рецензенты и критики также часто отмечают, что у Хеллер есть «склонность к несимпатичным характерам» и это считается «одной из самых интересных её торговых марок». Однако такие её литературные конструкции зачастую раздражают. Хеллер ответила на это:
Да, такие вопросы возникают к книгам, которые я пишу. Люди часто говорят: «О, какой чудовищный характер» и «Кого это там изображают в книге?». В романе Одри должна выглядеть смешной или хотя бы казаться такой. Что касается характера Джоэл, то я прочитала точны отзыв: «Джоэл это один из самых очаровательных персонажей в книге». А Одри должна быть желательным дополнением к этому очаровательному, харизматичному, сказочному человеку, который также является и большим эгоистом. У него тяжёлая работа и ему трудно жить с такой профессией… Меня удивляет, что люди часто дают однообразные примитивные отзывы в книжных магазинах и на Amazon, не читая профессиональную критику. Они говорят: «Вы написали такого персонажа, который мне не нравится». Но они не понимают, что все персонажи вымышлены и к ним следует относиться так же, как к вымышленному персонажу Шекспира Яго. Меня обижает всё это… Я считаю, что задача литературы не в том, чтобы описывать восхитительных персонажей, а в том, чтобы представить путь разных людей, часто людей, которые на первый взгляд глубоко неприятны и несимпатичны. Вопрос не в том, нравятся ли вам они, но понимаете ли вы их.
Американский журналист и писатель Лионель Шрайвер отмечает, что характер Джоэля Литвинова похож на известного правозащитника, адвоката — Уильяма Канстлера.